# Вайгер-ін-дер-Пфальц
Вайгер-ін-дер-Пфальц (нім. Weyher in der Pfalz) — громада в Німеччині, розташована в землі Рейнланд-Пфальц. Входить до складу району Південний Вайнштрассе. Складова частина об'єднання громад Еденкобен.
Площа — 5,16 км2. Населення становить 533 ос. (станом на 31 грудня 2020).

## Галерея

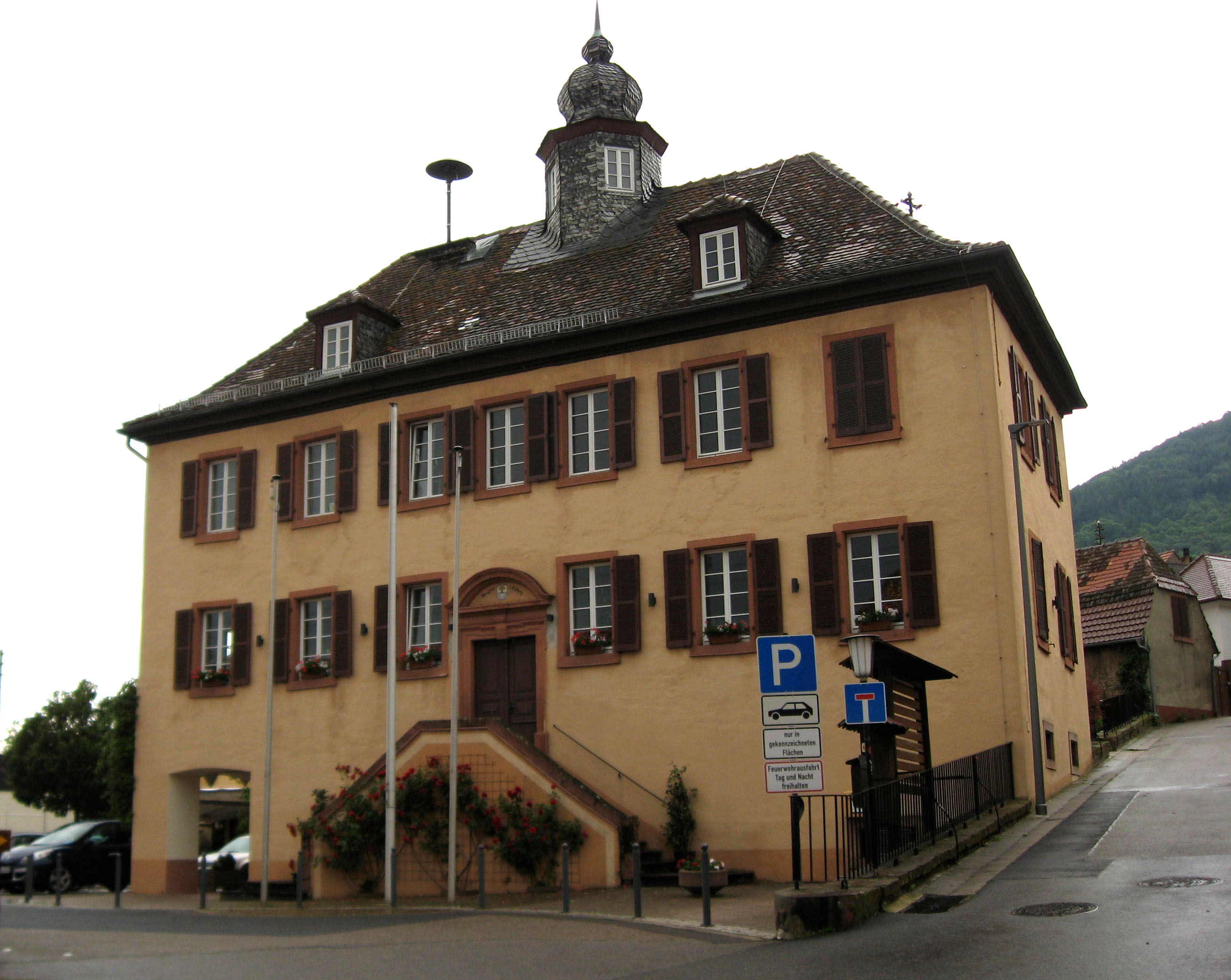
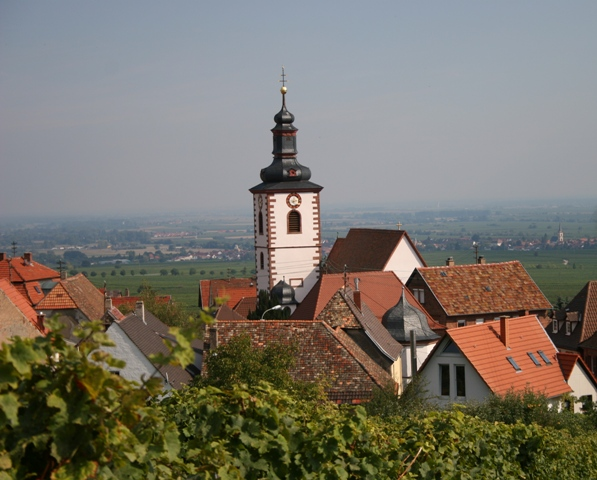